# Марченко, Марина Анатольевна
Марина Анатольевна Марченко (укр. Марина Анатолійовна Марченко, р. 12 июля 1985,  Северодонецк) — украинская волейболистка, доигровщица клуба «Динамо» (Москва) и сборной Украины.

## Биография

### Клубная карьера
Волейболом занялась в пятом классе в возрасте 10 лет. Первым тренером был Геннадий Кунжапов, который пригласил Марину в секцию волейбола ДЮСШ №2. Несколько раз Марина бросала волейбол из-за неуспеваемости по учёбе, однако всякий раз Кунжапов возвращал её в волейбол. Первым клубом в её карьере стала команда «Северодончанка». После нескольких неудачных попыток команды выхода в Высшую лигу покинула «Северодончанку» и ушла в «Круг» из Черкасс, хотя её приглашала команда «Химволокно».
В составе черкасского клуба Марина играла с такими звёздами, как Антонина Кривобогова, Светлана Мор, Нина Петренко, Ольга Петрашова и Анна Матушкина, с которыми она общается и сейчас. В год своего дебюта она сразу же попала в основной состав, выходя преимущественно в конце партии. Однако затем травма плеча выбила Марину из строя: она выступала исключительно на позиции принимающей. Продолжала играть на позиции либеро в основном составе, а нападающей была только в дубле. Стараниями Сергея Голотова, тренера «Круга», она вернулась в основной состав, научившись у него и блоку, и приёму, и нападению, и видению игры. Марина фактически стала игроком «четвёртой зоны».
До 2009 года Марина не принимала предложения других клубов (как украинских, так и иностранных). Предложение из Казахстана со сменой гражданства она сразу же отклонила. Лишь в 2009 году в марте она перебралась во французский клуб «Канн» на место одной травмированной спортсменки, но её же отъезд ослабил команду «Круг», которая была к тому моменту лидером чемпионата Украины. За полтора месяца Марина она стала основным игроком основы французского клуба, в чём способствовали почти все спортсменки — кроме четырёх человек, все девушки говорили и понимали по-русски (среди них Ирина Полищук, Александра Фомина, Амадея Дуракович, Ева Янева и другие). В каждом матче Марине приходилось выкладываться по-полной, поскольку «Канны» были лидером чемпионата, и каждая команда чемпионата Франции желала обыграть этого лидера. В сезоне 2009/2010 года Марина выступила в финале четырёх Лиги чемпионов, успев к тому моменту выиграть чемпионат и кубок страны. Однако уже в первом матче «Канны», будучи хозяевами турнира, проиграли турецкому «Фенербахче» и не вышли в финал.
С 2011 года Марина играет в России, хотя ей поступали предложения из Азербайджана, Турции и Италии. Дебют состоялся в составе команды «Омичка» на турнире Правительства Омска. Первая игра против «Самородка» прошла очень трудно, но затем Марина сумела войти в игру и закрепиться в команде. Ранее Марина видела вживую матч чемпионата России именно с участием «Омички» и «Самородка» в первом же туре. С 2011 года она выступает за московское «Динамо». В составе омской команды она стала финалистом кубка России, а с «Динамо» вышла в финал чемпионата России.

### В сборной
В сборной Украины Марина дебютировала в 2006 году на отборочном турнире чемпионата Европы. В 2011 году, когда национальная команда готовилась к первому за последние 8 лет выступлению в финальной стадии европейского первенства, тренер Владимир Бузаев вызвал Марину как самого опытного легионера сборной. Однако на тренировке, состоявшейся за несколько часов до первой игры сборной Украины против Германии, Марченко потянула связку и эта травма не позволила ей сыграть ни в одном из матчей турнира. Украинская команда потерпела три поражения в своей группе и заняла предпоследнее (15-е) место.

## Клубы
- 1998—2001:  «Северодончанка» (Северодонецк)
- 2003—2009:  «Круг» (Черкассы)
- 2009—2011:  «Расинг Клуб де Канн» (Канны)
- 2011—2012:  «Омичка» (Омск)
- 2012—н. в.:  «Динамо» (Москва)

## Достижения

### Командные
- Чемпионат Украины
  - Чемпионка: 2004/2005, 2005/2006, 2006/2007, 2007/2008
  - Серебряный призёр: 2001/2002, 2008/2009
  - Бронзовый призёр: 2002/2003, 2003/2004
- Победительница Кубка Украины: 2004/2005, 2005/2006, 2006/2007, 2007/2008
- Чемпионка Франции: 2008/2009, 2009/2010, 2010/2011
- Победительница Кубка Франции: 2008/2009, 2009/2010, 2010/2011
- Серебряный призёр чемпионата России: 2012/2013, 2013/2014
- Победительница Кубка России: 2013/2014
- Финалистка Кубка России: 2011/2012
- Бронзовый призёр Лиги чемпионов 2010.

### Индивидуальные
- Лучший нападающий Кубка Украины 2008